# Memecylon cantleyi
Memecylon cantleyi är en tvåhjärtbladig växtart som beskrevs av Henry Nicholas Ridley. Memecylon cantleyi ingår i släktet Memecylon och familjen Melastomataceae. Inga underarter finns listade i Catalogue of Life.